# Александър Цветков (политик)
Вижте пояснителната страница за други личности с името Александър Цветков.
Александър Светославов Цветков е български политик, министър на транспорта, информационните технологии и съобщенията в първото правителство на Бойко Борисов от юли 2009 до май 2011.
Александър Цветков завършва магистратура „Международни икономически отношение“ в УНСС и „Транспортно строителство“ във ВИАС. През своята кариера е бил е заместник-началник на управление в Главно управление „Пътища“, началник на отдел в изпълнителна агенция „Пътища“, директор на дирекция „Транспортна инфраструктура“ към Столичната община. През 2008 г. става заместник-кмет на Столичната община по транспорт и транспортни комуникации. През юли 2009 година става министър на транспорта, информационните технологии и съобщенията.
Според редакционен коментар във в. Капитал, дейността на Александър Цветков като транспортен министър „разкрива ужасяваща картина“; от оперативна програма „Транспорт“ са усвоени едва 4,5% от общо 2 милиарда евро, а също и че Министър Цветков прави опит за драстично ограничаване на свободната конкуренция в автомобилните превози.
На 18 май 2011 г. Александър Цветков подава оставка искана от Министър-председателя Борисов от поста министър на транспорта. Основите причини за това са слабото усвояване на средства по оперативна програма „Транспорт“, пасивното управление на сектора, отложените реформи в държавните дружества и несправяне с почти фалиралия холдинг БДЖ. 